# Луїш Ранке Франке
Луїш Де Гонзаке Ранке Франке (порт. Luis De Gonzaque Ranque Franque; 1925-2007) — засновник Фронту за звільнення анклаву Кабінда, перший президент самопроголошеної Республіки Кабінда. Лідер сепаратистського партизанського руху проти португальської колоніальної влади в 1963—1974 і проти режиму МПЛА після 1975.

## Боротьба за незалежність від Португалії
Походив з племінної аристократії кабіндських баконго. Вважав дійсними положення Сімуламбукського договору, згідно з яким Королівство Нгойо на території Кабінди мало статус протекторату Португалії та права самоврядування. Поставив за мету досягнення незалежності Кабінди. В 1960 році створив рух за звільнення анклаву Кабінда (MLEC).
В серпні 1963 року MLEC об'єднався з двома іншими кабіндськими рухами в єдиний Фронт за звільнення анклаву Кабінда (ФЛЕК). Першим президентом ФЛЕК був обраний Луїш Ранке Франке. Під його керівництвом ФЛЕК вів у Кабінді збройну боротьбу за незалежність і відділення від Анголи.

## Боротьба за незалежність від Анголи
Після Португальської революції 1974 і початку деколонізації Анголи ФЛЕК проголосив незалежність Кабінди. Першим президентом Республіки Кабінда оголошений Луїш Ранке Франке. 1 серпня 1975 року він виступив з декларацією незалежності на саміті Організації африканської єдності в Кампалі.
ФЛЕК брав активну участь у ангольській громадянській війні проти марксистського режиму МПЛА. На початку 1976 року урядові і кубинські війська зайняли міста Кабінди. Загони ФЛЕК перейшли до партизанської війни в сільській місцевості.
В 1983 році Ранке Франке змушений був емігрувати до Канади. Формально він залишив посаду президента самопроголошеної республіки, але залишався найбільш впливовим лідером кабіндських сепаратистів. Згодом повернувся в Кабінду.
В 2001 році президент Анголи Жозе Едуарду душ Сантуш запропонував Ранке Франке переговори про надання Кабінді статусу широкої автономії. В серпні 2003 року Ранке Франке відвідав Луанду для попередніх консультацій. Однак домовленості досягти не вдалося.

## Смерть і пам'ять
82-річний Луїш Ранке Франке помер 27 вересня 2007 року у військовому госпіталі Луанди. Похований у столиці Кабінди. Його смерть викликала в Кабінді жалобу, численні співчуття родині і високі оцінки історичної ролі  «великого сина Кабінди».

## Цікаві факти
Племінниця Луїша Ранке Франке Марія Елізабет Ранк Франк - видатний діяч силових структур МПЛА, з 2010 року очолювала поліцію Луанди.